# Wie es geht
Wie es geht ist ein Lied der deutschen Punkrock-Band Die Ärzte. Der Song ist die erste Singleauskopplung ihres neunten Studioalbums Runter mit den Spendierhosen, Unsichtbarer! und wurde am 21. August 2000 veröffentlicht.

## Inhalt
In Wie es geht singt Farin Urlaub aus der Sicht eines Mannes, der sich nicht traut, einer Frau seine Liebe zu gestehen. Dabei beschreibt er, wie verliebt er ist, als er die besagte Frau sieht, wobei er auf eine passende Gelegenheit hofft, um sie anzusprechen. Er kann jedoch keinen klaren Gedanken fassen, fühlt sich wie gelähmt und ist schockiert, als sie gehen will. In seiner Fantasie habe er der Frau schon oft seine Liebe gestanden, doch jetzt bringt er kein Wort heraus und schaut sie nur an.

„Bitte geh noch nicht, ich weiß, es ist schon spät

Ich will dir noch was sagen, ich weiß nur nicht, wie es geht

Wie es geht“

## Produktion
Der Song wurde von dem deutschen Musikproduzenten Uwe Hoffmann in Zusammenarbeit mit Die Ärzte produziert. Sänger Farin Urlaub fungierte als Autor.

## Musikvideo
Bei dem zu Wie es geht gedrehten Musikvideo führte der Regisseur Norbert Heitker Regie. Es verzeichnet auf YouTube über 3,2 Millionen Aufrufe (Stand Oktober 2021).
Das Video zeigt die drei Bandmitglieder Farin Urlaub, Bela B und Rodrigo González in verschiedenen Rollen. Zu Beginn fahren sie auf einem Motorboot über das Meer. Anschließend sind sie auf einer Yacht zu sehen, wobei Bela B und Rodrigo González die Bodyguards von Farin Urlaub spielen, der sich mit einer Frau auf dem Schiff befindet. Er versucht, ihr seine Liebe zu gestehen und schenkt ihr teuren Schmuck, doch sie verlässt wütend das Boot. Daraufhin wechselt die Szenerie und Farin Urlaub sitzt mit einer anderen Frau in einem Cabrio, aber auch hier schafft er es nicht, ihr seine Liebe zu gestehen, und sie fliegt mit einem Hubschrauber davon. Kurz darauf befindet er sich mit einer dritten Frau wieder auf der Yacht, doch diese springt genau dann ins Wasser, als er ihr „ich liebe dich“ sagt. Am Ende fahren die drei Bandmitglieder nun mit den besagten drei Frauen auf dem Motorboot übers Meer und lachen, als sie an der Yacht vorbeikommen.

## Single

### Covergestaltung
Das Singlecover ist im Stil einer selbst beschrifteten CD-Hülle gehalten und zeigt die roten Schriftzüge Die Ärzte, "Wie es geht" und (Single) auf weißem Grund.

### Titellisten
1. Wie es geht – 3:40
2. Poser, du bist ein … – 2:00
3. Die Instrumente des Orchesters – 2:36
4. Kpt. Blaubär (Extended Version) – 4:17
5. Halsabschneider – 1:28

### Chartplatzierungen
Wie es geht stieg am 4. September 2000 auf Platz fünf in die deutschen Singlecharts ein und hielt sich zwölf Wochen in den Top 100, davon drei Wochen in den Top 10. Für einen Zeitraum von fünf Wochen war Wie es geht das erfolgreichste deutschsprachige Lied in den Charts. In Österreich belegte die Single Rang zwölf und konnte sich zehn Wochen in den Charts halten, während sie in der Schweiz Position 36 erreichte und sich neun Wochen in den Top 100 hielt. In den deutschen Single-Jahrescharts 2000 belegte der Song Platz 66.
| ChartsChartplatzierungen | Höchstplatzierung | Wochen |
| ------------------------ | ----------------- | ------ |
| Deutschland (GfK)        | 5 (12 Wo.)        | 12     |
| Österreich (Ö3)          | 12 (10 Wo.)       | 10     |
| Schweiz (IFPI)           | 36 (9 Wo.)        | 9      |

| ChartsJahrescharts (2000) | Platzierung |
| ------------------------- | ----------- |
| Deutschland (GfK)         | 66          |